# Andreína Baduel
Andreína Baduel (n. 5 de abril de 1986) es una activista y periodista venezolana. Andreína ha sido una miembro prominente del Comité por la Libertad de los Presos Políticos (CLIPPVE) y ha denunciado el encarcelamiento desde 2020 de su hermano, Josnars Baduel.

## Activismo
Andreína ha sido una miembro prominente del Comité por la Libertad de los Presos Políticos (CLIPPVE), donde ha denunciado las condiciones de reclusión y sobre el estado de salud de su hermano, Josnars Baduel, detenido en 2020. Como integrante del CLIPPVE, hizo un llamado para participar en una vigilia nacional convocada para diciembre de 2024, y ha sido una de las organizadoras de "Ruta Global por la Justicia y la Libertad". En su cuarta jornada, en 2025, se visitaron las embajadas de Colombia, México, Brasil y Japón en Caracas, al igual que la delegación de la Unión Europea, para denunciar la situación de derechos humanos en Venezuela y pedir solidaridad internacional.
El 8 de mayo de 2025, al regresar a su casa de la cuarta jornada de la Ruta Global, Andreína denunció la presencia de funcionarios de seguridad no identificados al frente de su vivienda, con vehículos sin matrícula estacionados afuera. Los agentes tomaban fotos, y al ser increpados se dispersaron sin ofrecer explicaciones.

## Vida personal
Andreína es hija de Raúl Isaías Baduel, exministro de la defensa durante la presidencia de Hugo Chávez. Su hermano mayor, Raúl Emilio Baduel Cafarelli, fue detenido en una protesta el 21 de marzo de 2014 en San Jacinto, estado Aragua. Estuvo en El Helicoide hasta 2018, cuando fue excarcelado en el marco de una negociación. Su otro hermano, Josnars Baduel, fue detenido en Venezuela en 2020 y acusado de estar involucrado en la Operación Gedeón, una incursión marítima en contra de Nicolás Maduro.